# Proechimys urichi
Proechimys urichi es una especie de roedor de la familia Echimyidae.

## Distribución geográfica
Es  endémica de Venezuela.